# Октябрьская, Мария Васильевна
Мари́я Васи́льевна Октя́брьская (в девичестве — Гарагуля; 1907—1944) — советская военнослужащая-танкист. Участница Великой Отечественной войны, Герой Советского Союза, в годы войны на собственные сбережения оплатила постройку танка Т-34 «Боевая подруга» и стала его механиком-водителем. 

## Биография

### Ранние годы
Родилась 21 июля (3 августа) 1902 года (в некоторых источниках встречаются даты 3 (16) августа 1905 года, 8 (21) июля 1902 года) в деревне Кият (ныне — село Ближнее Красногвардейского района Крыма) в крестьянской семье. По национальности русская или украинка.
Детские и юношеские годы Марии прошли в Севастополе. В 1921 году она переехала сначала в Джанкой, где окончила 6 классов, а затем в Симферополь.
Работала на консервном заводе в Симферополе, телефонисткой на городской телефонной станции. В 1925 году вышла замуж за курсанта Крымской кавалерийской школы имени ЦИК Крымской АССР Илью Федотовича Рядненко, супруги взяли фамилию Октябрьские. В связи с изменением места службы мужа переезжала в разные населённые пункты. Вела активную общественную работу, избиралась в женские советы частей, окончила курсы медицинской помощи, шофёров, освоила стрельбу из пулемёта. Среди жён командного состава славилась изысканным вкусом в одежде, убранстве жилища, была искусной рукодельницей.
Летом 1940 года, после присоединения Бессарабии к СССР, вместе с мужем, комиссаром 134-го гаубичного артиллерийского полка, переехала в Кишинёв — по месту дислокации полка.

### Начало Великой Отечественной войны
На следующий день после начала войны, 23 июня 1941 года, М. В. Октябрьская вместе с сестрой и другими членами семей красных командиров была отправлена в эвакуацию и в августе прибыла в Томск, где работала телефонисткой в эвакуированном из Ленинграда зенитном артиллерийском училище.
В конце лета 1941 года ей пришла похоронка на мужа, сообщалось, что «полковой комиссар Илья Федотович Октябрьский погиб смертью храбрых 9 августа 1941 года в одном из боёв на Украине». Военком 206-й стрелковой дивизии полковой комиссар И. Ф. Октябрьский был сражён пулемётной очередью, ведя своих бойцов в атаку в одном из боёв под Киевом. Узнав о гибели мужа-фронтовика, Мария Васильевна обратилась в военкомат с просьбой отправить её на фронт, но несколько раз ей отказывали: из-за перенесённой болезни — туберкулёза шейного позвонка — и уже немолодого возраста.
Тогда она решила пойти другим путём. В то время в СССР шёл сбор народных средств в фонд обороны. Продав вместе с сестрой все вещи и ценности и несколько месяцев занимаясь вышиванием, она внесла 50 тысяч рублей на строительство танка Т-34. После чего направила в Кремль следующую телеграмму:

Москва, Кремль Председателю Государственного Комитета обороны. Верховному Главнокомандующему.
Дорогой Иосиф Виссарионович! 
В боях за Родину погиб мой муж — полковой комиссар Октябрьский Илья Федотович. За его смерть, за смерть всех советских людей, замученных фашистскими варварами, хочу отомстить фашистским собакам, для чего внесла в госбанк на построение танка все свои личные сбережения — 50 000 рублей. Танк прошу назвать «Боевая подруга» и направить меня на фронт в качестве водителя этого танка. Имею специальность шофёра, отлично владею пулемётом, являюсь ворошиловским стрелком. 
Шлю Вам горячий привет и желаю здравствовать долгие, долгие годы на страх врагам и на славу нашей Родины.
ОКТЯБРЬСКАЯ Мария Васильевна. 
 г. Томск, Белинского, 31

Сталин ответил так:

Томск, ул. Белинского, 31 
тов. ОКТЯБРЬСКОЙ Марии Васильевне
Благодарю Вас, Мария Васильевна, за Вашу заботу о бронетанковых силах Красной Армии. 
 Ваше желание будет исполнено. 
 Примите мой привет. 
И. СТАЛИН

### Механик-водитель танка
С 3 мая 1943 года стала учиться вождению танка в Омском танковом училище (в настоящее время институт), стала первой в России женщиной механиком-водителем танка, а с октября 1943 года уже сражалась на своём танке на Западном фронте. Первый экипаж танка Т-34 «Боевая подруга»: командир гвардии младший лейтенант Пётр Чеботько, башенный стрелок гвардии сержант Геннадий Ясько, стрелок-радист Михаил Галкин, механик-водитель танка 2-го батальона 26-й гвардейской танковой бригады 2-го гвардейского танкового корпуса гвардии сержант Мария Октябрьская.
В боях у деревни Новое Село Дубровенского района Витебской области 18 ноября 1943 года танк «Боевая подруга» ворвался в ряды обороны противника, уничтожил пушку и около 50 немецких солдат и офицеров. В этом бою танк был подбит. Несмотря на ранение, М. В. Октябрьская ещё двое суток провела в подбитом танке под огнём противника, отражая вражеские атаки, пока танк не был эвакуирован, а затем направилась в медсанвзвод. Командир танкового батальона ставил её экипаж в пример другим: «Сражайтесь так, как сражаются танкисты „Боевой Подруги“. Только за сегодняшний день экипаж славной машины уничтожил взвод гитлеровских бандитов».

### Последний бой
18 января 1944 года в бою в районе станции Крынки Витебской области М. В. Октябрьская своим танком раздавила 3 пулемётные точки и до 20 солдат и офицеров противника. Снарядом у танка «Боевая подруга» был разбит левый ленивец. Механик Октябрьская принялась под огнём противника устранять повреждения, но осколок разорвавшейся поблизости мины тяжело ранил её в глаз.
28 января 1944 года М. В. Октябрьская была представлена к ордену Отечественной войны I степени.
Здравствуйте, наша мама Мария Васильевна! Желаем вам самого скорого выздоровления. Мы глубоко верим, что наша «Боевая Подруга» дойдет до Берлина. За ваше ранение мы будем беспощадно мстить врагу. Через час уходим в бой. Обнимаем вас все. Привет вам шлет наша «Боевая Подруга».
В полевом госпитале № 478 ей сделали операцию, а потом на самолёте доставили во фронтовой госпиталь в Смоленске. Состояние здоровья ухудшалось, так как осколок, пробив глаз, коснулся большого полушария мозга. Октябрьскую посетил член военного совета фронта Л. З. Мехлис, который отдал распоряжение по отправке её в Москву. Последним её посетил майор Толок, приехавший вручить ей орден Отечественной войны I степени, а также подарки и письма от однополчан.
15 марта 1944 года Мария Васильевна Октябрьская скончалась во фронтовом госпитале в Смоленске. С воинскими почестями она была похоронена в Сквере Памяти Героев в Смоленске.
2 августа 1944 года М. В. Октябрьской было присвоено звание Героя Советского Союза (посмертно). В заключении наградного листа, подписанного командиром 26-й гвардейской танковой бригады гвардии полковником С. К. Нестеровым, отмечалось: «В период боевых операций и в период формирования бригады тов. Октябрьская с любовью заботливо относилась к боевой машине. Её танк не имел вынужденных остановок и поломок. Тов. Октябрьская на приобретённом ею танке за наличный расчёт отомстила фашистам за смерть своего мужа. Тов. Октябрьская — смелый, бесстрашный воин».

## Семья
Отец и мать Марии Октябрьской умерли рано, младший брат был раскулачен и сослан в 1930-х годах на Урал, проживал в посёлке Баяновка Свердловской области.
Забота о братьях и сестрах легла на Марию.
Всего в семье русского крестьянина было 10 детей, жили бедно. Младший брат — Гарагуля Ефрем Васильевич (1912—1997), младшая сестра — Щёлкова Евдокия Яковлевна.
Со своим мужем Ильёй Фёдоровичем Рядненко (1900—1941) Мария познакомилась в Симферополе, во время его обучения в Крымской кавалерийской школе имени ЦИК Крымской АССР, в 1925 году они поженились, взяв фамилию Октябрьских. И. Ф. Октябрьский — участник советско-финской войны (1939—1940), присоединения Бессарабии и Северной Буковины к СССР (1940) и Великой Отечественной войны, полковой комиссар, военком 206-й стрелковой дивизии. Погиб в бою 9 августа 1941 года под Киевом в районе дачи Совнаркома (вблизи станции Киев-Волынский).

## Награды и звания
- Герой Советского Союза (2 августа 1944, посмертно)[19][4]
- Орден Ленина (2 августа 1944, посмертно)[19][4]
- Орден Отечественной войны I степени (1 февраля 1944)[4]

## Память

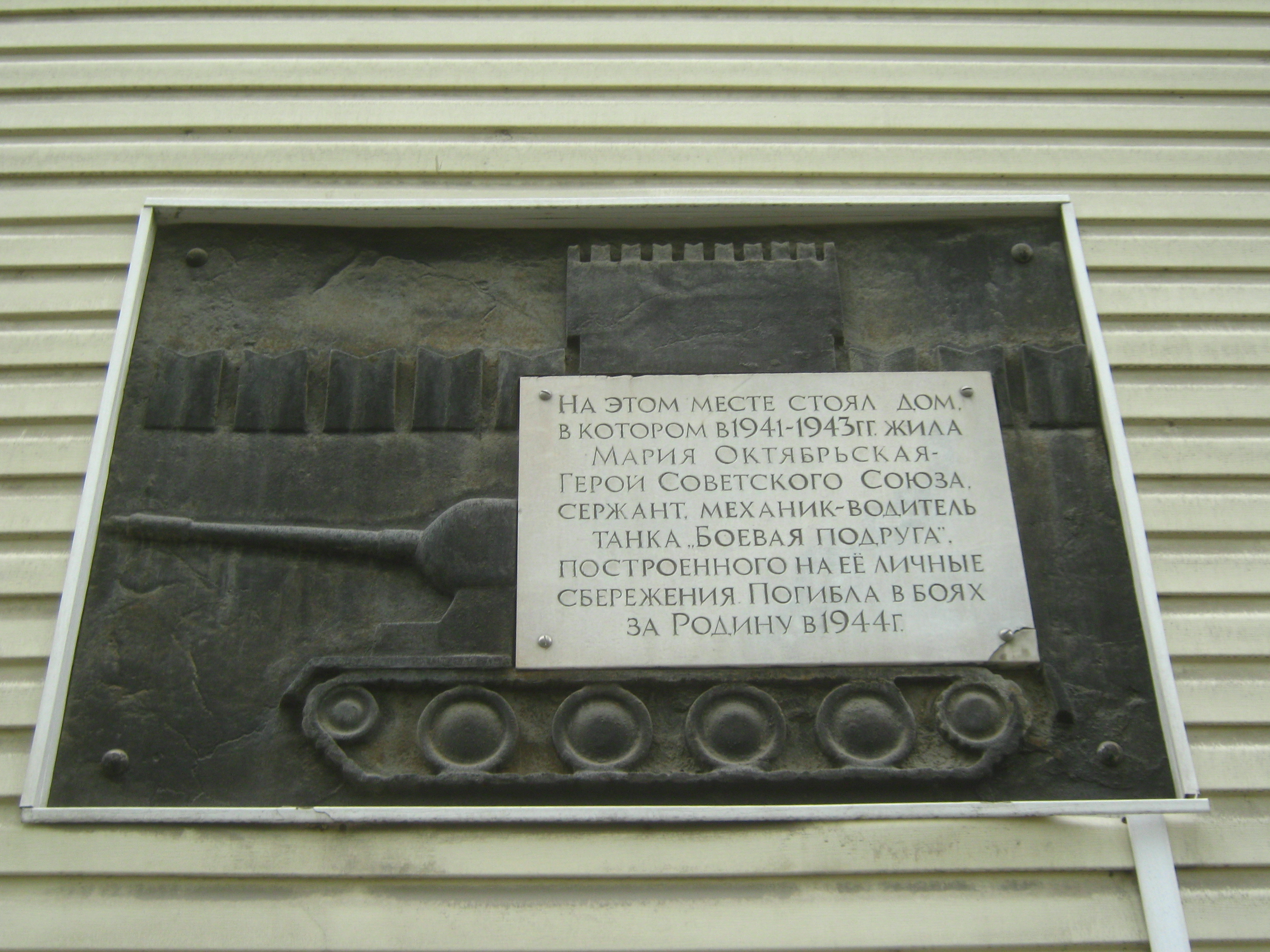
Мемориальная доска Марии Октябрьской в Томске

- Имя Марии Васильевны Октябрьской носит Томская гимназия № 24[20] (улица Белозерская, д. 12/1). Перед входом в гимназию ей установлен памятник, выполненный скульптором Сергеем Данилиным, а в музее школы хранятся немногочисленные реликвии и материалы об отважной женщине[4].
- На улице Белинского в Томске М. Октябрьской установлена мемориальная доска, текст на ней гласит: «На этом месте стоял дом, в котором в 1941—1943 годах жила Мария Октябрьская — Герой Советского Союза, сержант, механик-водитель танка „Боевая подруга“, построенного на её личные сбережения. Погибла в боях за Родину в 1944 году»[3].
- В Смоленске, Джанкое и Лиозно её именем названы улицы, на месте последнего боя, на железнодорожной станции Крынки (Витебская область) установлен памятник. Надпись на памятнике: «Здесь в январе 1944 года славная советская патриотка Герой Советского Союза танкист Мария Васильевна Октябрьская бесстрашно громила врага на танке „Боевая подруга“ и пала смертью храбрых в боях с немецко-фашистскими захватчиками»[21]. Также памятник установлен в самой деревне Крынки, на улице Дубровского, 101а.[22][23]
- В марте — в традиционном для России «женском» месяце — в музейно-мемориальном комплексе «История танка Т-34» проводится ежегодная мини-выставка «Женщины и танки», часть экспозиции которой посвящена М. В. Октябрьской[24]. Украинский скульптор Оксана Супрун создала скульптурный портрет Октябрьской[25]. Название «Боевая подруга» носит женский ансамбль ветеранов Великой Отечественной войны города Смоленска[26].
- Мария Октябрьская Навечно занесена в списки части[3][12].
- В Смоленске, на Аллее Героев также установлен памятник Марии Васильевне.
- Имя М. В. Октябрьской присвоено средней школе в Лиозно[27]. На здании школы размещена мемориальная доска, посвящённая Герою. Одна из экспозиций в школьном музее посвящена М. В. Октябрьской.

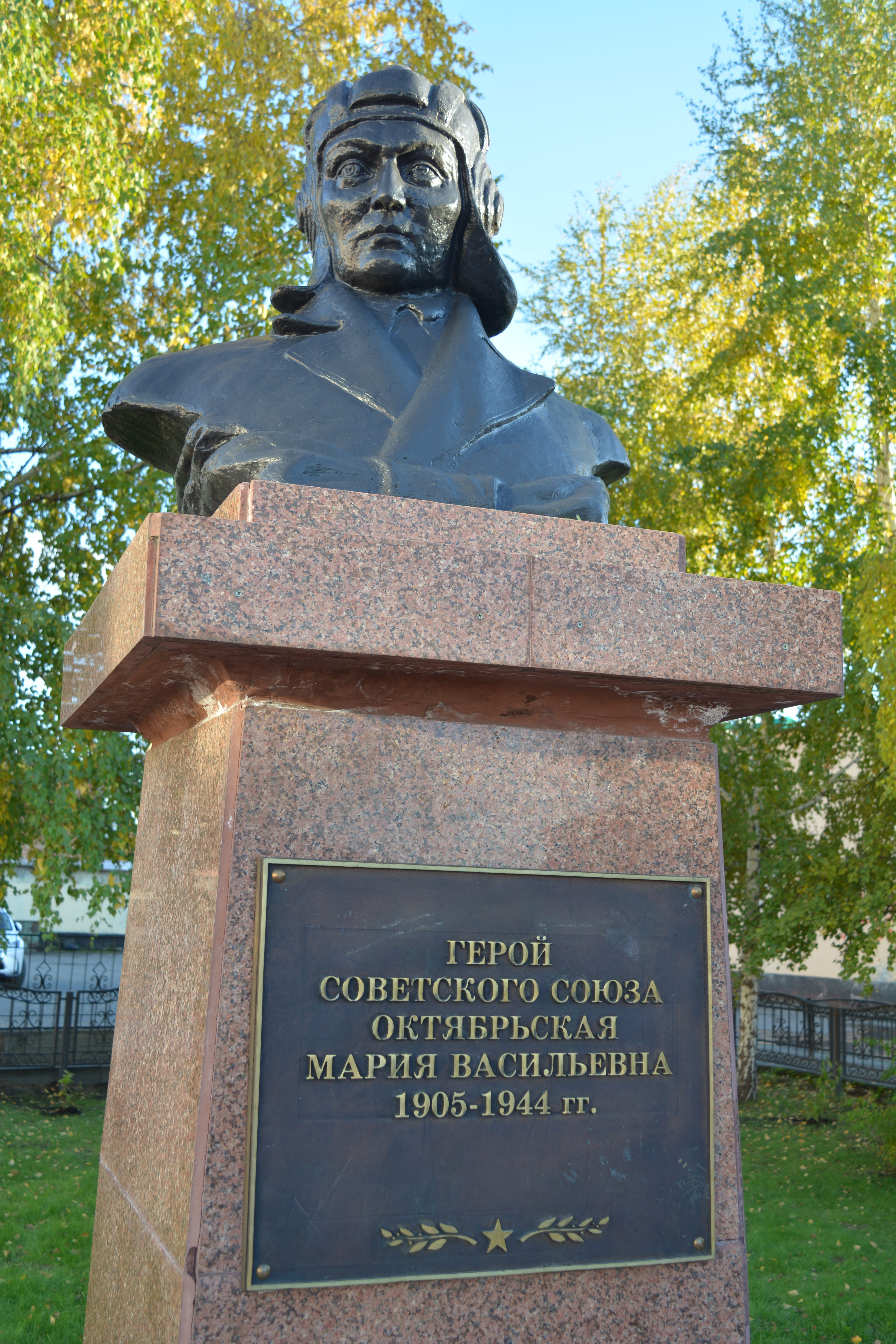
Бюст Октябрьской в Томске Объект культурного наследия № 7000013000№ 7000013000
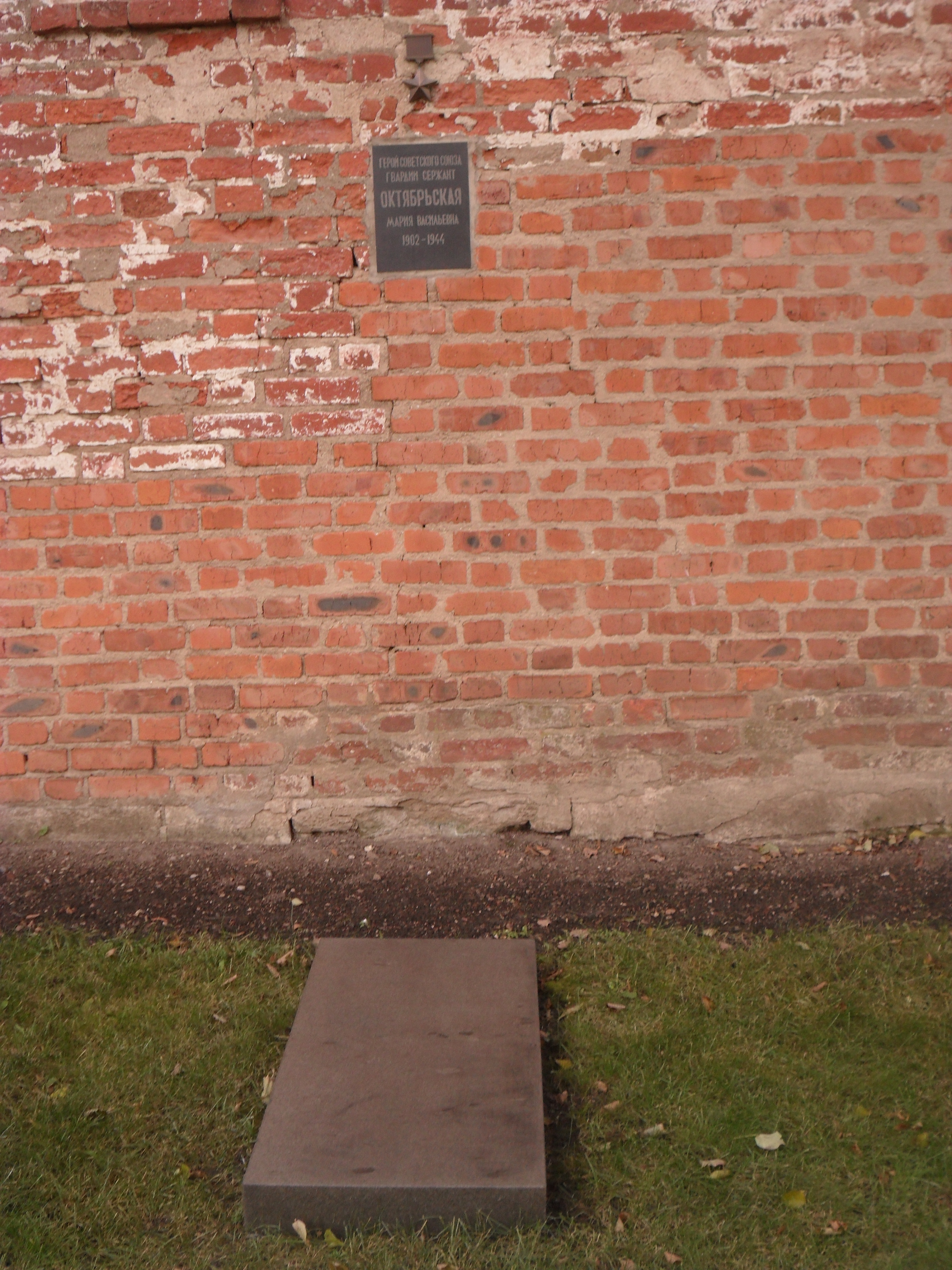
Могила Героя Советского Союза Марии Октябрьской в Смоленске
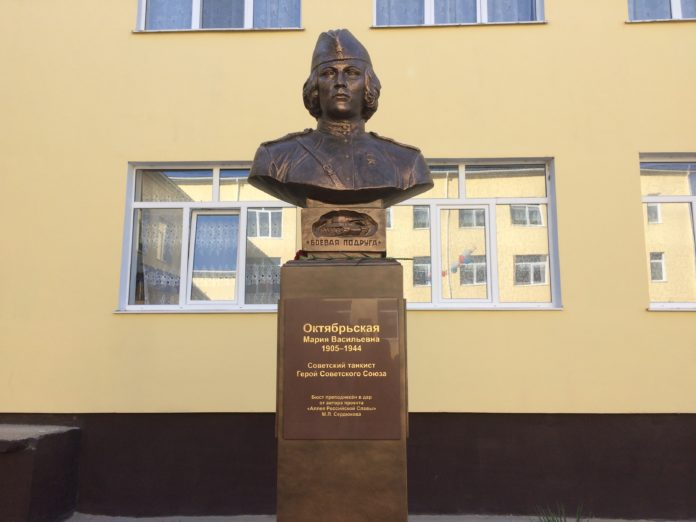
Бюст Героя Советского Союза Марии Октябрьской в г. Джанкой
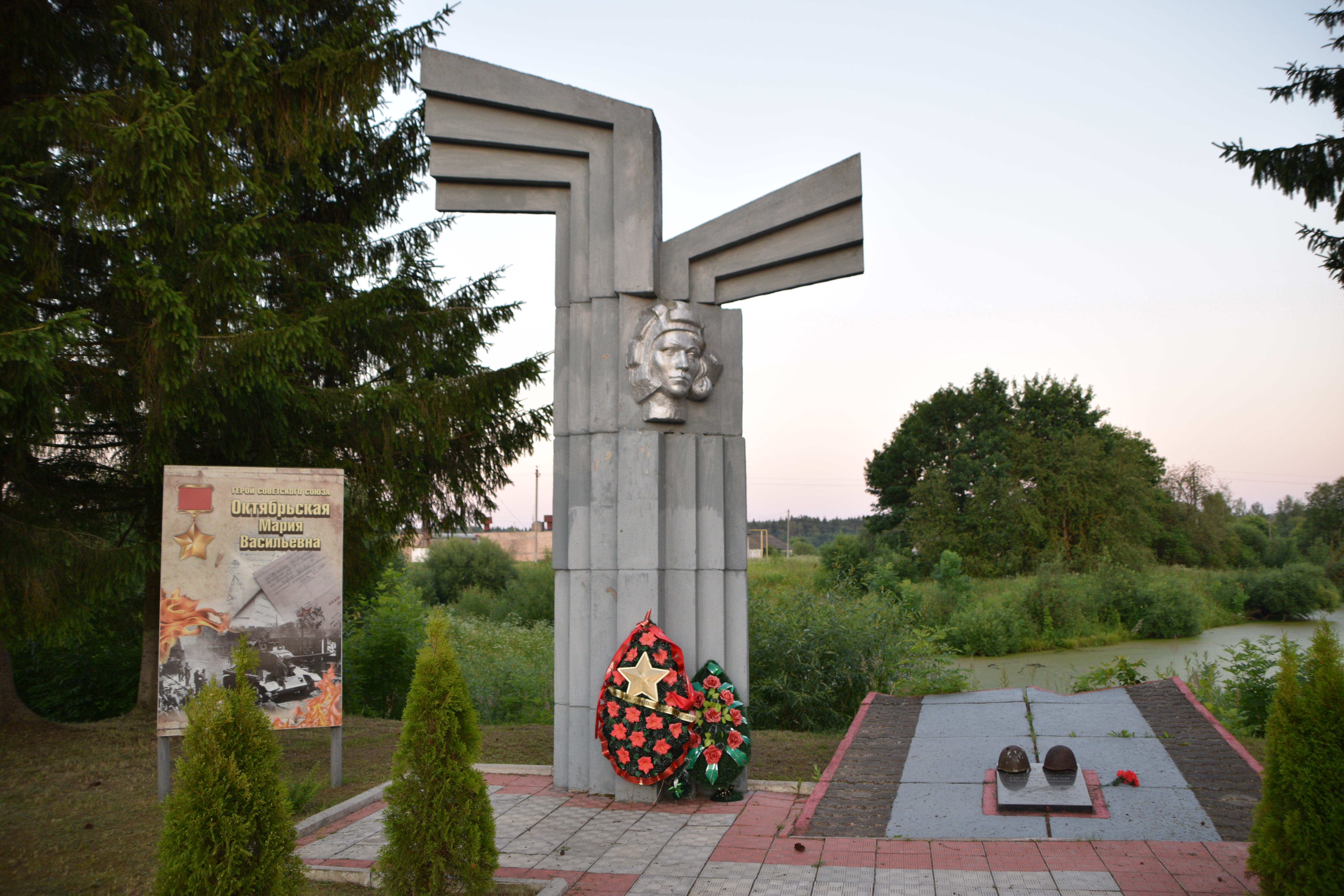
Памятник в д. Крынки (Лиозненский район)

## Танк «Боевая подруга»
Танк «Боевая подруга» со своей бригадой дошёл до Кёнигсберга. Танки с этим именем подбивали три раза, но танкисты присваивали имя «Боевая подруга» новым танкам в память о своей «маме», так они называли Марию Октябрьскую. Второй танк после освобождения Минска был сдан в ремонт, была получена новая машина, которая тоже получила название «Боевая подруга». Третья машина погибла под прусским городом Гумбинен. Четвёртая машина «Боевая подруга» и её экипаж во главе П. И. Чеботько закончили боевой путь под городом Кёнигсбергом.

Кроме того, существовали и другие танки с таким же именем. Так, женский коллектив Свердловского хлебомакаронного комбината на свои сбережения купил танк Т-34, также назвав его «Боевая подруга». Женщины вручали свой танк прямо на заводском дворе лейтенанту К. И. Байде (93-я танковая бригада) со словами: «Бейте нацистского врага». Танк участвовал во многих боях, пока осенью 1943 года не сгорел в Курской битве. Однако экипаж остался жив, и работницы комбината снова собрали деньги и купили новый танк. Снова назвали его «Боевая подруга» и передали его командиру экипажа К. И. Байда, который прошёл с боями всю правобережную Украину. Так, 20—21 июля 1944 года в боях за город Львов его экипаж уничтожил 11 танков и до двух батальонов пехоты противника. 30 июля 1944 года танк был подбит у села Лютовиско в Карпатах, командир танка К. И. Байда погиб.
В 2019 году танк «Боевая подруга» был восстановлен специалистами Дальневосточного высшего общевойскового командного училища. Специалисты ДВОКУ восстановили легендарный танк времен Великой Отечественной войны — Т-34 «Боевая подруга», — входящий в состав 2-го гвардейского Тацинского танкового корпуса и закончил войну под Кенигсбергом. «О том, что он является легендарным, свидетельствуют формуляр машины, оставшиеся надписи и знаки на башне», — сообщает пресс-служба Восточного военного округа.
В марте 2020 года легендарный именной танк Т-34 «Боевая подруга» первой в мире женщины-танкиста после восстановления проверили ходовыми испытаниями на трассе «Танкового биатлона» в Амурской области. Специалисты Дальневосточного высшего общевойскового командного училища (Благовещенск) провели ходовые испытания легендарного именного танка Т-34-76 первой в мире женщины-танкиста Марии Октябрьской. В ходе тестовых заездов танк проверили на полигоне училища, проехав по маршруту препятствий. Танк показал высокие ходовые качества.

## Документальные фильмы
- «Дороже золота. Герои Советского Союза. Часть № 1.» Россия, 2007—2008. Студия «Крылья России».
- «Героями не рождаются. История звания. Фильм 1.» Россия, 2006. Студия «Крылья России».